# توماش وئوسوک
توماش وئوسوک (لهستانی: Tomasz Włosok؛ زادهٔ ۱۳ اکتبر ۱۹۹۰) بازیگر اهل لهستان است.
از فیلم‌ها یا مجموعه‌های تلویزیونی که وی در آن‌ها نقش داشته‌است، می‌توان به یک ورشویی، مفقودشدگان، عملیات سنبل، کروک - زمزمه‌های شبانگاهی، دختران جنگ، صد سال خاندان وینیخ، ۱۹۸۳، ع چون عشق، پدر متیو، عشق اول، بدن مسیح، پس‌تصویر، من، اولگا هپناروا و من یک قاتلم اشاره نمود.